# Aleksandrów (Sapiehów)
Aleksandrów – część wsi Sapiehów w Polsce, położona w województwie lubelskim, w powiecie bialskim, w gminie Sosnówka.
W latach 1975–1998 Aleksandrów administracyjnie należał do województwa bialskopodlaskiego.
Wierni Kościoła rzymskokatolickiego należą do parafii Podwyższenia Krzyża Świętego w Żeszczynce.